# 宮城県中学校の廃校一覧
宮城県中学校の廃校一覧（みやぎけんちゅうがっこうのはいこういちらん）は、宮城県内の廃校となった中学校の一覧。対象となるのは学制改革（1947年）以降に廃校となった中学校と分校である。校名は廃校当時のもの。廃校時に属していた自治体が合併により消滅している場合は、現行の自治体に含める。また現在休校中の中学校は公式には存続していることとなっているが、便宜上本項に記載する。

## 仙台市
- 仙台市立熊ヶ根中学校（2003年統合により仙台市立広陵中学校へ）[1]
- 仙台市立大倉中学校（同上）[1]
- 常盤木学園中学校（2005年閉校）[2]
- 秀光中等教育学校（2021年秀光中学校〈2代目〉開校に伴い閉校）[3]

## 石巻市
- 石巻市立相川中学校（2008年石巻市立北上中学校へ統合）[4]
- 石巻市立鮎川中学校（2010年石巻市立牡鹿中学校へ統合）[4]
- 石巻市立大原中学校（同上）[4]
- 石巻市立寄磯中学校（同上）[4]
- 石巻市立大川中学校（2013年石巻市立河北中学校へ統合）[5]
- 石巻市立雄勝中学校〈2代目〉（2017年統合により石巻市立雄勝中学校〈3代目〉へ）[6]
- 石巻市立大須中学校（同上）[6]
- 石巻市立門脇中学校（2021年石巻市立石巻中学校へ統合）[7]
- 石巻市立荻浜中学校（2023年石巻市立万石浦中学校へ統合）[8]

石巻市〈旧〉（2005年・石巻市を新設）
- 石巻市立小竹中学校（1981年石巻市立渡波中学校へ統合）[9]
- 石巻市立荻浜中学校〈旧〉（1982年統合により石巻市立荻浜中学校へ）[10]
- 石巻市立東浜中学校（同上）[9][10]
- 石巻市立田代中学校（1990年閉校）[9]

桃生町（2005年・石巻市を新設）
- 桃生町立桃生中学校〈旧〉（1969年統合により石巻市立桃生中学校〈当時：桃生町立〉へ）[11]
- 桃生町立中津山中学校（同上）[11]

河南町（2005年・石巻市を新設）
- 河南町立広渕中学校（1989年統合により石巻市立河南西中学校〈当時：河南町立〉へ）[12]
- 河南町立北村中学校（同上）[12]
- 河南町立須江中学校（1989年統合により石巻市立河南東中学校〈当時：河南町立〉へ）[13]
- 河南町立鹿又中学校（同上）[13]
- 河南町立前谷地中学校（1989年河南西中[12]と河南東中[13]へ分割統合）

河北町（2005年・石巻市を新設）
- 河北町立大谷地中学校（1981年統合により河北中へ）[14]
- 河北町立二俣中学校（同上）[14]

北上町（2005年・石巻市を新設）
- 北上町立橋浦中学校（1989年統合により北上中へ）[15]
- 北上町立月浜中学校（同上）　[15]

雄勝町（2005年・石巻市を新設）
- 雄勝町立雄勝中学校〈初代〉（1981年統合により雄勝中〈2代目〉へ） [16]
- 雄勝町立船越中学校（同上） [16]

牡鹿町（2005年・石巻市を新設）
- 牡鹿町立網長中学校（2000年鮎川中へ統合）[15]

## 塩竈市
- 塩竈市立浦戸中学校（2005年浦戸第二小と統合し塩竈市立浦戸小中学校へ）[17]

## 気仙沼市
- 気仙沼市立新城中学校（1998年月立中と統合し気仙沼市立新月中学校へ）[18]
- 気仙沼市立月立中学校（1998年新城中と統合し新月中へ）[18]
- 気仙沼市立小原木中学校（2015年気仙沼市立唐桑中学校へ統合）[19]
- 気仙沼市立小泉中学校（2017年気仙沼市立津谷中学校へ統合）[20]
- 気仙沼市立大島中学校（2022年気仙沼市立鹿折中学校へ統合）[21]
- 気仙沼市立条南中学校（2024年気仙沼市立気仙沼中学校へ統合）[22]

## 白石市
- 白石市立越河中学校（1957年斎川中と統合し南中へ）[23]
- 白石市立斎川中学校（1957年越河中と統合し南中へ）[23]
- 白石市立南中学校（2019年白石市立白石中学校へ統合）[24]
- 白石市立白川中学校（2019年白石市立東中学校へ統合）[24]

## 名取市
- 名取市立下増田中学校（1961年統合により名取市立第一中学校へ）[25]
- 名取市立館腰中学校（同上）[25]
- 名取市立愛島中学校（同上）[25]
- 名取市立高舘中学校（1981年名取市立第二中学校開校に伴い廃校）[26]
- 名取市立閖上中学校（2018年閖上小と統合し名取市立閖上小中学校へ）[27]

## 角田市
- 角田市立北郷中学校（1966年統合により角田市立北角田中学校へ）[28]
- 角田市立東根中学校（同上）[28]
- 角田市立桜中学校（同上）[28]
- 角田市立西根中学校（2009年北角田中へ統合）[28]
- 角田市立金津中学校（2022年角田市立角田中学校へ統合）[29]

## 多賀城市
- 仙台育英学園秀光中学校〈初代〉（2003年仙台育英学園高等学校秀光コースと統合し秀光中等教育学校となり仙台市に移転）[30]

## 岩沼市
- 岩沼市立千貫中学校（1962年岩沼市立岩沼中学校の一部と統合し岩沼市立岩沼北中学校へ）[31]

岩沼町
- 岩沼町立玉浦中学校矢野目分校（1960年閉校）[31]

## 登米市
- 登米市立豊里中学校（2007年登米市立豊里小学校と統合し登米市立豊里小中学校へ）[32]

迫町
- 迫町立北方中学校（1958年9月30日登米市立佐沼中学校〈当時：迫町立〉へ統合）[33]
- 迫町立新田中学校葉の木沢分校（1965年閉校）[34]

米山町
- 米山町立米山中学校〈旧〉（1964年吉田中と統合し登米市立米山中学校〈当時：米山町立〉へ）[35]
- 米山町立吉田中学校（1964年米山中〈旧〉と統合し米山中〈新〉へ）[35]

中田町
- 中田町立石森中学校（1972年統合により登米市立中田中学校〈当時：中田町立〉へ）[36]
- 中田町立宝江中学校（同上）[36]
- 中田町立上沼中学校（同上）[36]

東和町
- 東和町中田町中学校組合立北上中学校（1974年組合解散し、中田町域は中田中へ）[36]
- 東和町立北上中学校（1976年統合により登米市立東和中学校〈当時：東和町立〉へ）[37][注釈 1]
- 東和町立錦織中学校（同上）[37]
- 東和町立米川中学校（同上）[37]

津山町
- 津山町立柳津中学校（1975年横山中と統合し登米市立津山中学校〈当時：津山町立〉へ）[38][注釈 2]
- 津山町立横山中学校（1975年柳津中と統合し津山中へ）[38]

## 栗原市
- 栗原市立一迫中学校〈3代目〉（2012年花山中と統合し栗原市立栗原西中学校へ）[39]
- 栗原市立花山中学校（2012年一迫中〈3代目〉と統合し栗原西中へ）[40]
- 栗原市立栗駒中学校〈3代目〉（2013年鶯沢中〈2代目〉と統合し栗原市立栗駒中学校〈4代目〉へ）[41]
- 栗原市立鶯沢中学校〈2代目〉（2013年栗駒中〈3代目）と統合し栗駒中〈4代目〉へ）[42]
- 栗原市立金成中学校（2014年小中一貫校栗原市立金成小中学校へ移行）[43]
- 栗原市立築館中学校栗原中病院分校（2018年閉校）[44]
- 栗原市立瀬峰中学校（2019年高清水中と統合し栗原市立栗原南中学校へ）[45]
- 栗原市立高清水中学校（2019年瀬峰中と統合し栗原南中へ）[46]

一迫町
- 一迫町立一迫中学校〈初代〉（1967年姫松中と統合し一迫中〈2代目〉へ）[39]
- 一迫町立姫松中学校（1967年一迫中〈初代〉と統合し一迫中〈2代目〉へ）[39]
- 一迫町立一迫中学校〈2代目〉（1972年統合により一迫中〈3代目〉へ）[39]
- 一迫町立金田中学校（同上）[39]
- 一迫町立長崎中学校（同上）[39]

栗駒町
- 栗駒町立岩ケ崎中学校（1971年尾松中と統合し栗駒中〈2代目〉へ）[41]
- 栗駒町立尾松中学校（1971年岩ケ崎中と統合し栗駒中〈2代目〉へ）[41]
- 栗駒町立栗駒中学校〈初代〉（1971年栗駒第二中へ改称、1974年統合により栗駒中〈3代目〉へ）[41]
- 栗駒町立栗駒中学校〈2代目〉（同上）[41]
- 栗駒町立文字中学校（同上）[41]
- 栗駒町立耕英中学校（同上）[41]

鶯沢町
- 鶯沢町立鶯沢中学校〈初代〉（1972年細倉中と統合し鶯沢中〈2代目〉へ）[42]
- 鶯沢町立細倉中学校（1972年鶯沢中〈初代〉と統合し鶯沢中〈2代目〉へ）[42]

## 東松島市
- 東松島市立鳴瀬第一中学校（2013年鳴瀬第二中と統合し東松島市立鳴瀬未来中学校へ）[47]
- 東松島市立鳴瀬第二中学校（2013年鳴瀬第一中と統合し鳴瀬未来中へ）[47]

鳴瀬町
- 鳴瀬町立野蒜中学校（1958年9月30日鳴瀬第一中と鳴瀬第二中へ再編）[47]
- 鳴瀬町立宮戸中学校（同上）[47]

矢本町
- 矢本町立矢本中学校(1963年大塩中と統合し矢本町立矢本第一中学校へ)[48]
- 矢本町立大塩中学校（同上）[48]

## 大崎市
- 大崎市立古川西中学校（2023年大崎市立東大崎小学校、大崎市立志田小学校、大崎市立西古川小学校、大崎市立高倉小学校と統合し大崎市立古川西小中学校へ）[49]
- 大崎市立鳴子中学校（2025年大崎市立川渡小学校、大崎市立鳴子小学校、大崎市立鬼首小学校と統合し大崎市立鳴子小中学校へ）

鳴子町
- 鳴子町立鳴子中学校〈旧〉（2006年統合により大崎市立鳴子中学校へ）鳴子町の大崎市への編入と同時[50]
- 鳴子町立鬼首中学校（同上）[50]
- 鳴子町立川渡中学校（同上）[50]

岩出山町
- 岩出山町立岩出山中学校〈旧〉（1996年統合により大崎市立岩出山中学校〈当時：岩出山町立〉へ）[51]
- 岩出山町立真山中学校（同上）[51]
- 岩出山町立一栗中学校（同上）[51]

## 刈田郡
七ヶ宿町
- 七ヶ宿町立関中学校（1997年湯原中と統合し七ヶ宿町立七ヶ宿中学校へ）[52]
- 七ヶ宿町立湯原中学校（1997年関中と統合し七ヶ宿中へ）[52]

## 伊具郡
丸森町
- 丸森町立丸森中学校〈初代〉（1952年舘矢間中と統合し丸森町・舘矢間村組合立丸舘中学校へ）
- 丸森町立金山中学校（1962年小斎中と統合し丸森東中へ）
- 丸森町立小斎中学校（1962年金山中と統合し丸森東中へ）
- 丸森町立耕野中学校（1962年大張中と統合し丸森西中へ）
- 丸森町立大張中学校（1962年耕野中と統合し丸森西中へ）
- 丸森町立筆甫中学校（2007年丸舘中へ統合）
- 丸森町立丸舘中学校（2012年統合により丸森町立丸森中学校〈2代目〉へ）[53]
- 丸森町立大内中学校（同上）[53]
- 丸森町立丸森東中学校（同上）[53]
- 丸森町立丸森西中学校（同上）[53]

舘矢間村
- 舘矢間村立舘矢間中学校（1952年丸森中と統合し丸舘中へ）

## 亘理郡
山元町
- 山元町立山下中学校（2021年坂元中と統合し山元町立山元中学校へ）[54]
- 山元町立坂元中学校（2021年山下中と統合し山元中へ）[54]

## 黒川郡
大和町
- 大和町立吉岡中学校（2007年統合により大和町立大和中学校へ）[55]
- 大和町立鶴巣中学校（同上）[55]
- 大和町立落合中学校（同上）[55]
- 大和町立吉田中学校（同上）[55]

大郷町
- 大郷町立明星中学校（2008年[56]大松沢中と統合し大郷町立大郷中学校へ）
- 大郷町立大松沢中学校（2008年[56]明星中と統合し大郷中へ）

大谷村
- 大谷村立大谷中学校（1950年9月1日統合により明星中へ）

粕川村
- 粕川村立粕川中学校（同上）

大松沢村
- 大松沢村立大松沢中学校（同上）

## 加美郡
- 加美町立小野田中学校（2023年宮崎中と統合し加美町立鳴峰中学校へ）[57]
- 加美町立宮崎中学校（2023年小野田中と統合し鳴峰中へ）[57]

中新田町
- 中新田町立広原中学校（1960年統合により加美町立中新田中学校〈当時：中新田町立〉へ）[58]
- 中新田町立鳴瀬中学校（同上）[58]
- 中新田町立中新田中学校（同上）[58]

小野田町
- 小野田町立東小野田中学校（1987年西小野田中と統合し小野田中へ）[59]
- 小野田町立西小野田中学校（1987年東小野田中と統合し小野田中へ）[59]

宮崎町
- 宮崎町立宮崎中学校〈旧〉（1989年賀美石中と統合し宮崎中へ）[60]
- 宮崎町立賀美石中学校（1989年宮崎中〈旧〉と統合し宮崎中〈新〉へ）[60]

色麻町
- 色麻町立色麻中学校（2023年色麻町立色麻小学校と統合し義務教育学校の色麻町立色麻学園へ）[61]

## 遠田郡
涌谷町
- 涌谷町立涌谷中学校〈旧〉（2015年箟岳中と統合し涌谷町立涌谷中学校〈新〉へ）[62]
- 涌谷町立箟岳中学校（2015年涌谷中〈旧〉と統合し涌谷中〈新〉へ）[62]

美里町
- 美里町立不動堂中学校（2025年統合により美里町立美里中学校へ）[63]
- 美里町立小牛田中学校〈2代目〉（同上）[63]
- 美里町立南郷中学校（同上）[63]
- 小牛田町立小牛田中学校〈初代〉（1965年統合により小牛田中〈2代目〉へ）[64]
- 小牛田町立中埣中学校（同上）[64]
- 小牛田町立北浦中学校（同上）[64]

## 牡鹿郡
女川町
- 女川町立女川第三中学校（1994年閉校）
- 女川町立女川第四中学校（2010年女川第一中へ統合）[65]
- 女川町立女川第一中学校（2013年女川第二中と統合し女川町立女川中学校へ）[66]
- 女川町立女川第二中学校（2013年女川第一中と統合し女川中へ）[66]

## 本吉郡
南三陸町
- 南三陸町立入谷中学校（2009年南三陸町立志津川中学校へ統合）[67]
- 南三陸町立戸倉中学校（2014年志津川中へ統合）[67]